# Chers clients
Chers clients est une série de bande dessinée franco-belge humoristique créée dans le journal Spirou no 3106 par Hermans au dessin et Jean-Michel Thiriet au scénario. Elle n'a pas été reprise en album.

## Synopsis
Le quotidien d'un supermarché.

## Publication
La série a été publiée dans le journal Spirou entre 1997 et 1999. Elle n'a pas été reprise en album.